# Kujbyszewska Suworowska Szkoła Wojskowa
Kujbyszewska Suworowska Szkoła Wojskowa (ros. Куйбышевское суворовское военное училище) – specjalistyczna szkoła w Kujbyszewie (ZSRR) dla chłopców w wieku szkolnym, odpowiednik liceum wojskowego; istniała w latach 1944–1964.
Radzieckie specjalistyczne szkoły wojskowe dla chłopców zostały utworzone po napaści Niemiec na ZSRR, zgodnie z postanowieniem Rady Komisarzy Ludowych ZSRR z 21 sierpnia 1943 „w sprawie pilnych działań w celu przywrócenia gospodarki na terenach wyzwolonych spod okupacji niemieckiej”. Oprócz innych form pomocy dla sierot wojennych (sierocińce) była również część dotycząca utworzenia skoszarowanych szkół wojskowych dla dzieci i młodzieży. Wtedy właśnie szkoły średnie tego typu otrzymały swoją nazwę od rosyjskiego generała Aleksandra Suworowa.
Szkoły zapewniały wykształcenie średnie i jednocześnie przygotowały swoich uczniów do wstąpienia do wyższych wojskowych szkół dowódczych wojsk lądowych.

## Historia
- Kujbyszewska Suworowska Szkoła Wojskowa została utworzona zgodnie z Postanowieniem Głównego Komitetu Obrony z 4 lipca 1944. Pierwszym komendantem szkoły został mianowany generał porucznik Gieorgij Newskij, który 15 lipca 1944 przybył do Kujbyszewa.

Zgodnie z Postanowieniem Rady Ministrów ZSRR z 24 czerwca 1960 przyjęcia do szkoły zostały przerwane, rozpoczęto przygotowania do jej rozwiązania. Uczący się kadeci zakończyli naukę w murach szkoły.
W 1961 do szkoły przybyło 147 uczniów z już rozwiązanej Orenburgskiej SSW. W 1963 do szkoły przyjęto jeszcze 110 uczniów z także rozwiązanej Nowoczerkaskiej SSW. Ostatecznie Kujbyszewska SSW została rozwiązana w 1964 - dwie ostatnie kompanie - klasy zostały wysłane do Kazańskiej SSW.

## Działalność
Wśród absolwentów Kujbyszewskiej SSW było 14 generałów. Około 40% kadetów z pierwszych pięciu promocji kończyło służbę wojskową w stopniu pułkownika.
Znaczna część absolwentów poświęciła się pracy naukowej.

## Komendanci Szkoły
- 1944–1946 – generał porucznik Gieorgij Newski
- 1946–1954 – generał major Władimir Bałancew
- 1954–1964 – pułkownik Paweł Priasznikow

## Absolwenci
- Władimir Bezduchow – doktor nauk pedagogicznych, profesor.
- Beniamin Wasiliew – generał porucznik, zastępca dowódcy wojsk Dalekiego Wschodu.
- Giennadij Wasiliew – generał pułkownik, dowódca Moskiewskiego Okręgu Sił Powietrznych i Obrony Powietrznej.
- Władimir Gierasimow – generał pułkownik, szef Głównego Zarządu Ministerstwa Obrony ZSRR.